# Prawo karne
Treść tego artykułu od 2024-06 należy opracować w taki sposób, aby nie uwypuklała nadmiernie polskiej specyfiki / aby nie zawężała się tylko do polskich warunków
 Po wyeliminowaniu niedoskonałości należy usunąć szablon [[Szablon:Dopracować|]] z tego artykułu.
Prawo karne sensu largo – zespół przepisów prawa normujących kwestie odpowiedzialności karnej za czyny zabronione pod groźbą kary kryminalnej.

## Klasyfikacja norm prawa karnego
Prawo karne sensu largo jako jedna z dziedzin w naukach prawnych (w szerokim tego słowa znaczeniu) dzieli się według kryterium przedmiotu regulacji na:
- prawo karne materialne (prawo karne sensu stricto) – będące zespołem przepisów prawnych normujących czyny będące przestępstwami, zasady odpowiedzialności za te czyny oraz środki prawne stosowane wobec ich sprawców,
- prawo karne procesowe (prawo karne formalne) – będące zespołem przepisów prawnych normujących postępowanie w sprawach o czyny zabronione przez prawo karne materialne,
- prawo karne wykonawcze – będące zespołem przepisów prawnych normujących wykonywanie kar, środków karnych i zabezpieczających oraz innych rozstrzygnięć wydawanych w sprawach karnych.

Prawo karne jest również dzielone według kryterium zakresu zastosowania na: 
- prawo karne powszechne – zawierające normy dotyczące wszystkich dziedzin życia społecznego oraz wszystkich osób,
- prawo karne indywidualne (prawo karne specjalne, szczególne) – zawierające normy chroniące szczególną sferę interesów (prawo karne skarbowe) lub dotyczące szczególnej grupy osób (prawo karne wojskowe).

Ze względu na wagę zabronionych czynów prawo karne dzieli się na:
- prawo wykroczeń, zajmujące się czynami o stosunkowo niewielkim stopniu szkodliwości społecznej,
- prawo karne sensu stricto, zajmujące się czynami o większym ładunku szkodliwości społecznej.

Z prawem karnym związane blisko jest prawo karne nieletnich, formułuje zasady postępowania z nieletnimi sprawcami czynów karalnych. Jednak nie należy ono do prawa karnego, ponieważ czyny popełniane przez nieletnich co do zasady nie stanowią przestępstw, a odpowiedzialność za nie nie ma charakteru odpowiedzialności karnej. Podobnie bliską prawu karnemu, jednak różną od niego gałęzią prawa, jest prawo wykroczeń.

## Źródła prawa karnego
Podstawowymi źródłami aktualnie obowiązującego w Polsce pisanego prawa karnego są ustawy uchwalone 6 czerwca 1997 r.: Kodeks karny, Kodeks postępowania karnego, Kodeks karny wykonawczy. Z kolei najważniejszym aktem regulującym prawo karne skarbowe jest ustawa z 10 września 1999 r. Kodeks karny skarbowy. Nie jest to w żadnej mierze katalog wymieniony enumeratywnie źródeł prawa karnego, bowiem szereg norm zostaje zamieszczony również w rozporządzeniach do tych ustaw lub też w umowach międzynarodowych.

## Funkcje prawa karnego
Wyróżnia się następujące funkcje prawa karnego:
- sprawiedliwościową – prawo karne rozładowuje negatywny stan napięcia społecznego wywołany popełnieniem przestępstwa i zaspokaja poczucie sprawiedliwości zarówno osoby pokrzywdzonej, jak i społeczności. Celem tej funkcji jest odpłata za zło wyrządzone przestępstwem;
- ochronną – ma ono na celu ochronę dóbr mających istotne znaczenie dla rozwoju jednostki i funkcjonowania społeczeństwa przed atakami osób naruszających normy karne takie jak życie, zdrowie, wolność, mienie czy prawo do prywatności; realizowana jest na płaszczyźnie prewencyjnej, represyjnej i zabezpieczającej;
- gwarancyjną – powinno zabezpieczać jednostkę przed nadmierną ingerencją w jej prawa przez organy władzy pod pretekstem wykonywania funkcji ochronnej. Prawo karne bowiem powinno wskazywać warunki, gdy organy ścigania przestępstw i wymiaru sprawiedliwości mogą ingerować w wyraźnie określonych przypadkach i po spełnieniu określonych przesłanek;
- kompensacyjna – celem prawa karnego jest naprawienie zła, które zostało wyrządzone pokrzywdzonemu przestępstwem (w takim stopniu, w jakim jest to możliwe), poprzez wypłatę wynagrodzenia za doznane szkody materialne (odszkodowanie) oraz szkody niematerialne (zadośćuczynienie);
- prewencyjna – prawo karne winno skupiać się nie tylko na odwecie za popełnienie przestępstwa, ale też pełnić funkcje zapobiegawcze i wychowawcze wobec społeczeństwa, tym samym obniżając prawdopodobieństwo popełnienia przestępstwa przez innych (prewencja ogólna zwana generalną) oraz przez tego samego sprawcę (prewencja indywidualna).
- instrumentalna - prawo karne ma na celu realizację norm w innych gałęziach prawa, np. w prawie administracyjnym czy cywilnym.

Podkreślenia wymaga, że poszczególne przepisy prawa karnego mogą spełniać równocześnie kilka z wyżej wymienionych funkcji.